# Desiderata (nome)
Desiderata  è un nome proprio di persona italiano femminile.

## Varianti
- Maschili: Desiderato[1][2]

### Varianti in altre lingue
- Francese: Désirée[3][4]
- Inglese: Desiree[3], Desirae[3], Deziree[3]
- Latino: Desiderata[1][3][5]

## Origine e diffusione
Deriva dal nome latino Desiderata, dall'evidente significato di "desiderata", "attesa", "voluta" (lo stesso del nome Ava); si tratta di un tipico nome gratulatorio, dato tipicamente ad un figlio molto atteso.
In Italia è attestato principalmente in Sicilia (ma va notato che la forma maschile, un po' meno diffusa, è invece tipica della Toscana); il nome era usato anche in Inghilterra durante il Medioevo, e potrebbe essere sopravvissuto fino al XVI secolo in forme vernacolari quali Disary, Dissery, Dyzary e Dyzory. Più fortuna ha avuto invece la forma francese, Désirée (che è usata, tra l'altro, anche come equivalente del nome Desideria, sebbene ciò non sia tecnicamente corretto); è stata infatti adottata sia in italiano, dove sostituisce Desiderata per via del suono più eufonico, sia in inglese, dove ha fatto la sua comparsa all'inizio del XIX secolo (adattandosi in forme prive dei segni diacritici tipici del francese) e venendo diffusa ulteriormente dal film del 1954 Désirée. 

## Onomastico
Il nome non è stato portato da alcuna santa, quindi è adespota; l'onomastico si può festeggiare, eventualmente, lo stesso giorno della forma maschile.

## Persone

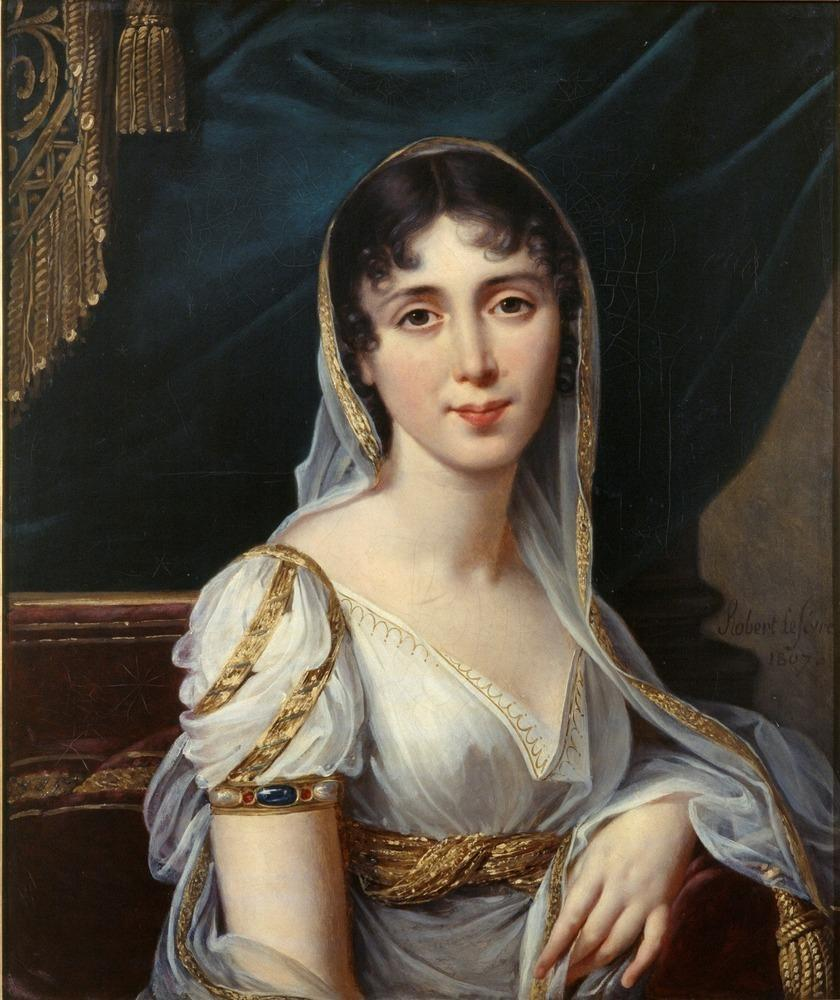
Désirée Clary

### Variante Désirée
- Désirée di Svezia, principessa di Svezia
- Désirée Artôt, mezzosoprano belga
- Désirée Clary, regina di Svezia e Norvegia
- Désirée Gay, giornalista e attivista francese

### Variante Desiree
- Desiree Cousteau, pornoattrice statunitense
- Desiree Glaubitz, cestista australiana naturalizzata olandese
- Desiree Henry, velocista britannica
- Desiree Righi, calciatrice italiana
- Desiree van Lunteren, calciatrice olandese

### Variante Desirée
- Desirée Noferini, attrice italiana
- Desirée Rancatore, soprano italiano
- Desirée Rossit, altista italiana
- Desirée van den Berg, modella olandese